# سیاه‌خانی (صحنه)
سیاه‌خانی (به کُردی:سیخانی)، روستایی از توابع بخش دینور شهرستان صحنه در استان کرمانشاه ایران است.

## جمعیت
این روستا در دهستان کندوله قرار دارد و براساس سرشماری مرکز آمار ایران در سال ۱۳۸۵، جمعیت آن ۱۷۹ نفر (۳۷خانوار) بوده‌است.
ساکنین روستا از ایل مافی می باشند.